# Związek Buddyjski Bencien Karma Kamtsang
Związek Buddyjski Bencien Karma Kamtsang – polski związek buddyjski w tradycji karma kamtzang (Karma Kagyu), która należy do jednej z czterech głównych szkół (kagju) buddyzmu tybetańskiego. Związek powstał na terenie Polski w roku 1976. Zarejestrowany 15 czerwca 1994. W 2020 roku zrzeszał 2146 członków (w tym 10 duchownych) w 13 ośrodkach.
Związek jest członkiem założycielem Polskiej Unii Buddyjskiej pod patronatem XIV Dalajlamy. Związek jest także członkiem Europejskiej Unii Buddyjskiej. Główną siedzibą Związku jest Centrum Buddyjskie w Grabniku koło Warszawy. Poza Grabnikiem ośrodki znajdują się w Warszawie, Wrocławiu, Krakowie, Toruniu, Olsztynie, Poznaniu, Bielsku-Białej, Rzeszowie i Łodzi.